# Nur ad-Din al-Bitrudschi
Abu Ishaq Nur ad-Din al-Bitrudschi al-Ischbili (arabisch أبو إسحاق نور الدين البطروجي الإشبيلي, DMG Abū Isḥāq Nūr ad-Dīn al-Biṭrūǧī al-Išbīlī; andere Umschriften: Ishak; Nur Ed-Din, Nur al-Din; Al Betrugi, Al-Bitruji, al-Bitrogi, al-Bidrudschi; latinisiert: Alpetragius; † um 1204) war ein arabischer Astronom und Philosoph in der Blütezeit des Islam.
Geboren in Andalusia, wurde er dort ein Schüler des Ibn Tufail und war ein Zeitgenosse des Averroes.
Er verbesserte die Theorie der Planetenbewegungen und wollte dabei die Epizykeltheorie vermeiden. Diese war eine Modifikation des Systems der Planetenbewegung, die seine Vorgänger Ibn Baddscha und Ibn Tufail aufgestellt hatten. Seine Bemühungen, Claudius Ptolemäus’ Planetenmodell zu ersetzen, waren wegen seiner unpräzisen numerischen Vorhersagen der Planetenpositionen erfolglos.
Der Mondkrater Alpetragius ist nach ihm benannt.

## Werke
- Kitab al-Hay'ah / كتاب الهيئة / Kitāb fi 'l-Haiʾa (nach 1185)
  - übersetzt 1217 von Michael Scotus ins Lateinische, ediert von F. J. Carmody: al-Bitruji: De motibus coelorum, University of California Press, Berkeley 1952.
  - übersetzt 1259 von Moshe ibn Tibbon ins Hebräische
  - übersetzt 1528 auf Grundlage der hebräischen Übertragung ins Lateinische von Kalonimos ben David, 1531 gedruckt in Venedig.